# Hortaea werneckii
Hortaea werneckii, antigamente chamado de Exophiala werneckii, é uma levedura comum no meio ambiente, mas causa tinea nigra, ao produzir uma camada de melanina na pele de seres humanos. Pode ser encontrado no solo, lagos, oceano, plantas e madeira em regiões tropicais e sub-tropicais úmidas. É extremamente resistente a altas concentrações de sal, modificando sua membrana celular e criando uma camada de melanina para reter os componentes essenciais para suas células. 

## Patologia
Tinea nigra(tinha negra) é uma infecção fúngica superficial caracterizada por máculas (manchas) marrom ou negras, geralmente nas palmas das mãos ou plantas dos pés, e ocasionalmente em outras superfícies da pele. As manchas não são inflamatórias, não coçam, não invadem a pele e não doem, são apenas um problema estético. Podem ser transmitidas pelo contato físico ou por tecidos compartilhados. Podem ser tratados com  pomadas de cetoconazol ou outro derivado do imidazol.